# هارالد شميد
هارالد شميد (بالألمانية: Harald Schmid)‏ هو عداء سريع ألماني، ولد في 29 سبتمبر 1957 في هاناو في ألمانيا.

## وصلات خارجية
- هارالد شميد على موقع الاتحاد الدولي لألعاب القوى (الإنجليزية)
- هارالد شميد على موقع أوليمبيديا (الإنجليزية)